# Гаунслоу-Вест (станція метро)

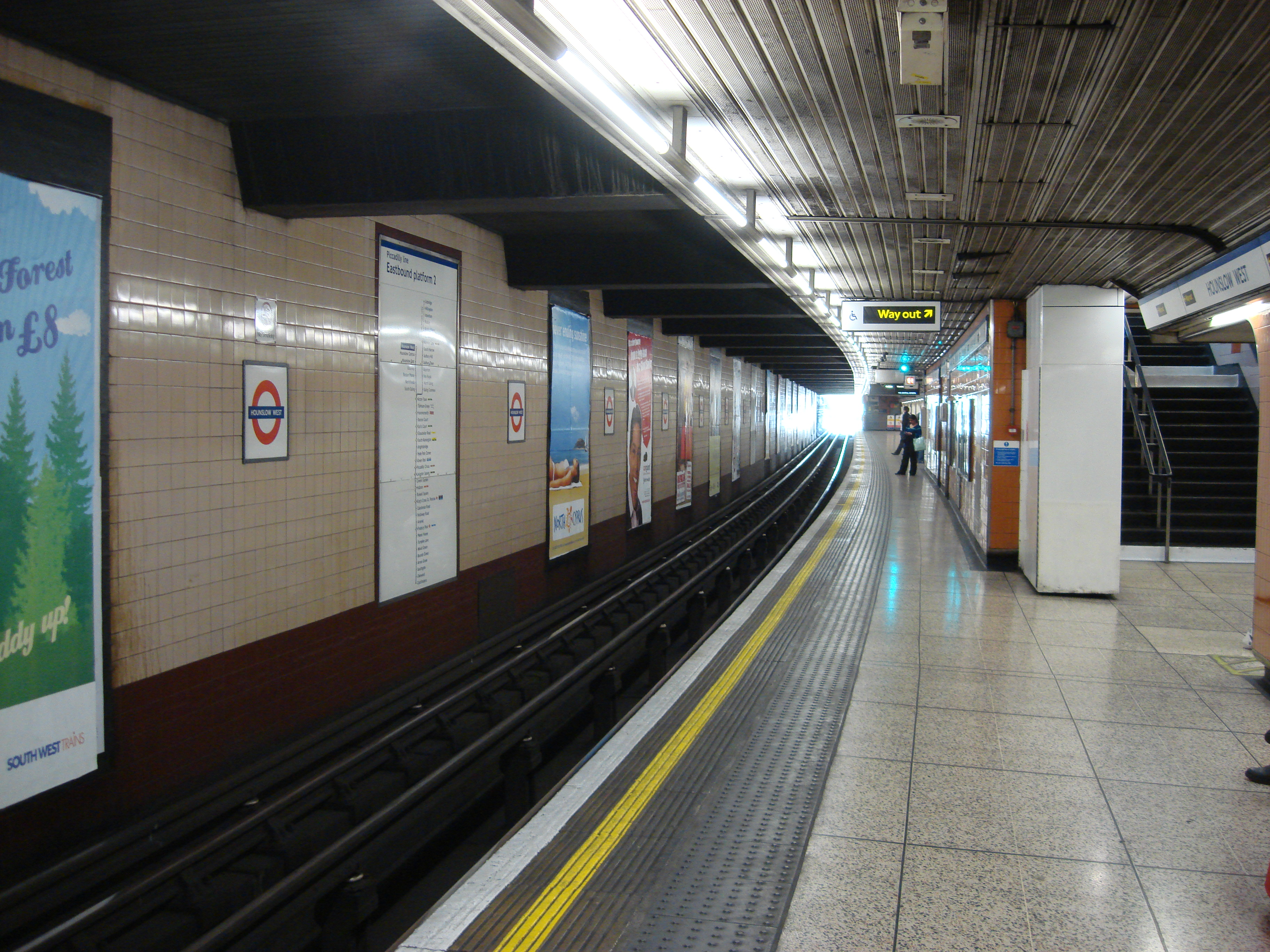
Платформа станції Гаунслоу-Вест

51°28′25″ пн. ш. 0°23′08″ зх. д. / 51.473611° пн. ш. 0.385556° зх. д.
Гаунслоу-Вест (англ. Hounslow West) — станція Лондонського метро в Гаунслоу лондонського боро Гаунслоу, Західний Лондон. Розташована під Бат-роуд (A3006), за 600 метрів від його перетину з Великою Західною дорогою A4 та Великою Південно-Західною дорогою (A30). Станція знаходиться на відгалуженні Хітроу лінії Пікаділлі, між станціями Хаттон-кросс та Гаунслоу-Сентрал. Розташована у 5-й тарифній зоні. В 2017 році пасажирообіг станції становив 3.52 млн пасажирів..
Конструкція станції — колонна двопрогінна мілкого закладення з однією острівною платформою, до якої можна дістатися по сходах.

## Історія
Станцію було відкрито як Гаунслоу-беррекс 21 липня 1884 у складі  Metropolitan District Railway (MDR; сьогоденна лінія Дистрикт). 13 червня 1905 року було завершено електрифікацію колії. 1 грудня 1925 року станція отримала сьогоденну назву.
У квітні 1929 року було завершено укладання другої колії, а берегову платформу замінено на острівну. 13 березня 1933 року відкрито рух потягів лінії Піккаділі. З 9 жовтня 1964 року франшиза Дистрикт була скасована.
Нові платформи мілкого закладення були введені в експлуатацію 14 липня 1975 року, лінію до Хаттон-кросс відкрито 19 липня 1975 року.

## Пересадки
Пересадки на автобуси маршрутів: 81, 203, 222, 482, H28, H32, H91, H98 та нічний маршрут N9